# Lord Peter Wimsey
Lord Peter Death Bredon Wimsey is de fictieve hoofdpersoon in elf romans en een 20-tal korte verhalen in het detectivegenre van de Engelse schrijfster Dorothy L. Sayers. Een onafgewerkt verhaal werd in de jaren 90 van de 20e eeuw postuum voltooid door Jill Paton Walsh, die vervolgens nog twee romans rond dezelfde figuur schreef. Sayers' verhalen over Wimsey spelen zich af tussen de beide wereldoorlogen. Er is sprake van een logische karakterontwikkeling. Ook weet de schrijfster de tijdgeest goed te vatten.

## Ontstaan
De schrijfster begon de serie op een moment in haar leven dat ze dringend geld nodig had. Ze kwam tot de ontdekking dat het publiek belangstelling had voor zowel misdaad als voor de aristocratie en zag daarin een ideale combinatie om de schoorsteen te laten roken. Het eerste boek dat ze publiceerde werd zeer gunstig onthaald en dat leidde tot vele vervolgdelen, waarin het karakter van haar held steeds verder werd uitgediept. Ze gaf aan dat ze, in haar destijds armoedige omstandigheden, er genoegen in schepte om haar creatie in weelde te laten baden. Als er een gat in haar vloerbedekking viel, schonk ze Lord Peter een luxueus tapijt. Als ze met de bus naar haar werk moest, schonk ze hem de duurste auto's. Dit ultieme genoegen kostte haar zelf niets, en was daardoor zeer bevredigend.

## Voorgeschiedenis
Lord Peter Wimsey is de tweede en jongste zoon van de hertog en hertogin van Denver. Als zijn vader overlijdt gaat de titel over op zijn oudere broer Gerald, die de 16e hertog wordt, waaruit blijkt dat het gaat om een oud geslacht. Het motto op het familiewapen luidt 'As my whimsy takes me'.
Gerald is een wat stijve aristocraat, getrouwd met de snobistische Helen, die een stevige hekel heeft aan Peter. Verder is er nog de jongste telg, de vrijgevochten dochter Mary, die later zal trouwen met Peters vriend, rechercheur Parker. Lord Peters moeder, de hertogin-weduwe, heeft een zwak voor haar jongste zoon, toont begrip voor zijn excentriciteiten en steunt hem waar dat nodig is. Peter is een wat dandyachtige figuur, niet al te fors van postuur, maar wel zeer atletisch. Hij heeft strokleurig sluik haar, een enigszins kromme neus, en maakt waar nodig gebruik van een monocle. Lord Peter kan door zijn voorkomen en gedrag soms wat sullig overkomen, waardoor men hem onderschat, hetgeen niet zelden in zijn voordeel werkt. 
Peter heeft een uitstekende opleiding genoten aan Eton College en vervolgens aan Balliol College in Oxford. Als de Eerste Wereldoorlog uitbreekt neemt hij dienst en is hij actief aan het westelijk front. Hij brengt het tot de rang van majoor. Tijdens de oorlog ontmoet Lord Peter sergeant Mervyn Bunter, die hem het leven weet te redden en later bij hem in dienst zal gaan als zijn persoonlijke bediende.
Aan het eind van de oorlog raakt Peter ernstig gewond, maar met behulp van zijn familie en Bunter weet hij er weer bovenop te komen, al zal hij van tijd tot tijd te lijden hebben van shellshock.

## Persoonlijk leven en detectivewerk
De gefortuneerde Wimsey betrekt met Bunter een luxe appartement in het Londense Piccadilly. Hij heeft een aantal hobby's waaraan hij zich met plezier overgeeft: hij is een kenner van muziek en van wijnen, hij verzamelt zeldzame manuscripten en incunabelen en is een fervent liefhebber van snelle auto's. Zijn achtereenvolgende wagens dragen alle de naam Mrs Merdle, naar een figuur uit Charles Dickens' roman 'Little Dorrit'. Zijn belangrijkste liefhebberij is echter het optreden als amateur-detective. Hij weet met zijn scherpe geest en opmerkingsvermogen en met behulp van zijn netwerk vele (moord)zaken op te lossen, soms in samenwerking met zijn vriend (en latere zwager) Charles Parker, de rechercheur en later hoofdinspecteur van Scotland Yard. Hij wordt hierin bijgestaan door zijn onovertroffen 'gentleman's gentleman' en vertrouweling Bunter, die met zijn persoonlijke hobby, de fotografie, van grote waarde blijkt. De voortreffelijke Bunter weet zijn meester ook enkele malen uit hachelijke situaties te bevrijden. Hij is Peters steun en toeverlaat op het gebied van kleding, op welk punt hij soms wat streng kan zijn, en door hun gedeelde oorlogservaringen weet hij zijn meester op adequate wijze bij te staan als die te lijden heeft van zijn posttraumatisch stresssyndroom. Ondanks de vriendschappelijke verhoudingen weet Bunter in alle omstandigheden de nodige afstand te bewaren en spreekt hij Lord Peter onveranderlijk aan als 'my lord' en in conversatie met anderen refereert hij aan hem als 'his lordship'.
Aan het eind van de serie romans trouwt Lord Peter met Harriet Vane, die al figureerde in een eerder verhaal, Strong Poison, waarin hij haar weet vrij te pleiten van een moord. Hij raakt in die episode verliefd op haar en vraagt haar ten huwelijk. Zij wijst hem echter herhaaldelijk af, in de overtuiging dat dankbaarheid geen goede basis is voor een huwelijk. Zij speelt een grote rol in de roman Have His Carcase, waarin zij een lijk ontdekt aan het strand en de zaak samen met Peter Wimsey weet op te lossen. In de roman Gaudy Night speelt Harriet Vane, die detectiveschrijfster is, zelf de hoofdrol. Op haar oude college in Oxford weet zij, met behulp van Lord Peter, een mysterie op te lossen. Zij komt daarbij tot nieuwe inzichten en aanvaardt uiteindelijk Peters huwelijksaanzoek. De trouwe Bunter moet daardoor enigszins op de achtergrond treden, maar hij accepteert de situatie en weet Peter in het volgende verhaal, Busman's Honeymoon, tijdens een gewetenscrisis samen met Harriet op de been te houden. Er ontstaat twijfel of Peter zich nog wel met dergelijke zaken wil bezighouden. Dit was Sayers' laatste voltooide verhaal met Peter Wimsey in de hoofdrol.

## Versies
De roman- en kinderboekenschrijfster Jill Paton Walsh gaf een vervolg aan de romans rond Peter Wimsey en Harriet Vane. Zij voltooide een onafgewerkt verhaal, mede op basis van nagelaten aantekeningen, onder de titel Thrones, Dominations. Nog drie romans volgden, losjes gebaseerd op de zogeheten 'Wimsey Papers', die Sayers eind 1939 en begin 1940 publiceerde en die bestaan uit de correspondentie tussen diverse familieleden en andere uit de romans bekende figuren.

### Romans
- Whose Body? (Het lijk met de pince-nez, 1923)
- Clouds of Witness (Het hoofd in de strop, 1926)
- Unnatural Death (Onnatuurlijke dood, 1927)
- The Unpleasantness at the Bellona Club (Soesah op de soos / Kabaal op de Bellona Club, 1928)
- Strong Poison (Zwaar vergif, 1931)
- Five Red Herrings (De vijf dwaalwegen, 1931)
- Have His Carcase (Lijk in zicht, 1932)
- Murder Must Advertise (Een moordenaar adverteert / Dood op de ijzeren trap, 1933)
- The Nine Tailors (De negen slagen, 1934)
- Gaudy Night (Onrust in Oxford, 1935)
- Busman's Honeymoon (Met de dood op huwelijksreis, 1937)

door Jill Paton Walsh:
- Thrones, Dominations (1998)
- A Presumption of Death (2002)
- The Attenbury Emeralds (2010)
- The Late Scholar (2013)

### Verhalenbundels
- Lord Peter Views the Body (1928)
- Hangman's Holiday (1933, bevat ook andere verhalen, onder andere rond Montague Egg)
- In the Teeth of the Evidence (1939, bevat ook andere verhalen, onder andere rond Montague Egg)
- Striding Folly (1972)
- Lord Peter (1972)

## Filmbewerkingen
Een deel van de Lord Peter Wimsey-romans verscheen in de jaren 1970 in twee televisieproducties van de BBC. De rol van Lord Peter Wimsey werd gespeeld door Ian Carmichael in een reeks van onafhankelijke feuilletons die van 1972 liep tot 1975 en vijf aangepaste romans, en gespeeld door Edward Petherbridge in 1987, waarin de drie grote Wimsey/Vane-romans werden gedramatiseerd. Harriet werd gespeeld door Harriet Walter. De BBC was niet in staat om de rechten van Busman's Honeymoon om te zetten in een voorstel om een vierde aanpassing van de geplande 13-delige serie veilig te stellen. Door Honeymoon aan te passen, werd de serie geknipt in tien afleveringen en werd uitgezonden onder de titel A Dorothy L. Sayers Mystery. Zowel de producties uit de jaren 1970 en de serie uit 1987 zijn verkrijgbaar op videoband en dvd.
Er was in 1935 een Britse film van The Silent Passenger, waarin Lord Peter (gespeeld door Peter Haddon) een mysterie oplost op de boottrein tijdens het oversteken van het Engelse Kanaal. Sayers had een hekel aan de film. James Brabazon beschrijft het als een "rariteit, waarin Dorothy's bijdrage was buiten veranderd van alle erkenning." 
De film The Haunted Honeymoon (Amerikaanse titel) uit 1940 of Busman's Honeymoon (Britse titel), met Robert Montgomery en Constance Cummings als Lord en Lady Peter, is ook beschikbaar op videoband. Sayers weigerde zelf om deze film te zien.